# Islamska zajednica u Hrvatskoj
Islamska zajednica u Hrvatskoj (IZH) je vjerska organizacija muslimana u Hrvatskoj. 
Duhovno vodstvo muslimana u Hrvatskoj zove se Mešihat a najviši predstavnik Islamske zajednice u Hrvatskoj je muftija. Trenutni zagrebački muftija i predsjednik Mešihata Islamske zajednice u Hrvatskoj je Aziz ef. Hasanović koji je na ovoj dužnosti od 2012. godine. Islamska zajednica u Hrvatskoj je Mešihat Islamske zajednice u Bosni i Hercegovini, zbog čega je reis-ul-ulema vrhovni poglavar muslimana i u Hrvatskoj.
Sjedište Islamske zajednice u Hrvatskoj nalazi se u Zagrebu.

## Povijest
Prikaz života i rada Islamske zajednice i muslimana u Hrvatskoj obuhvaća davna vremena, od 10. do 14. stoljeća, kada su prvi muslimani, zvani Ismaelićani i Kalizije, došli na prostore Ugarskog kraljevstva na poziv tadašnjih kraljeva i zadržali se na njemu sve do pred sam prodor Osmanlija. Novija povijest muslimana i Islamske zajednice u Hrvatskoj, započinje 1878. godine okupacijom, zatim 1908. godine aneksijom Bosne i Hercegovine, te 27. travnja 1916. godine, izglasavanjem zakona u Hrvatskom državnom saboru o priznanju islama kao ravnopravne religije drugim religijama u ovom području.
Izvjestitelj po ovoj točki dnevnog reda bio dr. Gjuro Šurmin, koji je vrlo iscrpno elaborirao potrebu donošenja ovakvog zakona. On se pozvao na primjer Austrije koja je priznala status islamu još 1912. godine, kao i Ugarska koja je netom prije 30. ožujka ovakav zakon primila u svom Saboru. Navodeći da je Hrvatska još 1873. godine specijalnim zakonima riješila pitanje židovske, evangeličke i drugih kršćanskih zajednica smatra neophodnim riješiti i pitanje islama. On navodi podatak da je muslimana bilo 204 na popisu iz 1910. godine. Donosi vrlo precizne podatke o strukturi muslimana u to doba, njihovom obrazovanju, poduzetništvu, angažmanu u vojsci i druge zanimljivosti poput broj muškaraca, žena, djece, dobi, oženjenih, rastavljenih i slično. U raspravu su se uključili i ostali članovi Sabora, među njima i odjelni predstojnik za bogoštovlje i nastavu dr. Stjepan Stropch. On ukazuje na sljedeće: "Kod nas dakle muslimani kao pripadnici jedne zakonom nepriznate konfesije nisu s vjeroispovjednog pravnog gledišta dolazili u obzir, pogotovo pa ko bila je za njih isključena svaka mogućnost da se kod nas organiziraju u svrhu zajedničkog bogoslužja i uređenja svoga vjerskog života, niti su dakako uživali kakove zakonske zaštite. Predležećom zakonskom osnovom želi se, da se tomu izvanpravnom položaju muslimana u Kraljevinama Hrvatskoj i Slavoniji učini kraj i da ih se podigne u red zakonom priznatih konfesija, tj. da im se dade sloboda zajedničkog javnog ispovijedanja vjere i sva prava javne korporacije, kao što ih uživaju i druge u nas zakonom priznate konfesije."
Priznavanjem islama u Hrvatskoj, osnovana je prvotno medresa, a potom Islamska gimnazija, osnovan je Vakuf Islamske zajednice, humanitarna organizacija Zirat Islamske zajednice, Škola Kurana i hifza, Dječji vrtić, Centar za kulturu dijaloga, Institut za arapski jezik i islam i Centar za certificiranje halal kvalitete.
Godine 2002. godine Vlada Republike Hrvatske i Mešihat Islamske zajednice potpisali su Ugovor o specifičnim odnosima. Tim Ugovorom definirana su sva prava u vezi muslimana u Hrvatskoj.

## Muftije
| Muftija zagrebački                                                       |                     |                |                |          |
| #                                                                        | Ime i prezime       | Mandat započeo | Mandat završio | Napomena |
| 1.                                                                       | Ismet ef. Muftić    | 1917.          | 1945.          |          |
| Zagrebački muftija i predsjednik Mešihata Islamske zajednice u Hrvatskoj |                     |                |                |          |
| 2.                                                                       | Ševko ef. Omerbašić | 1995.          | 2012.          |          |
| 3.                                                                       | Aziz ef. Hasanović  | 2012.          | Trenutačno     |          |

## Organizacija
Islamska zajednica u Hrvatskoj se sastoji od Sabora Islamske zajednice, muftije, i mešihata. Sabor Islamske zajednice u Hrvatskoj je najviše predstavničko i zakonodavno tijelo Islamske zajednice koji u svom radu slijedi princip islamske šure. Mešihat Islamske zajednice u Hrvatskoj je najviši vjerski i administrativni organ Islamske zajednice. Mešihat sačinjavaju predsjednik Mešihata i 10 (deset) članova. Predsjednik Mešihata je ujedno i muftija Mešihata Islamske zajednice u Hrvatskoj. Muftiju bira Sabor Islamske zajednice a potvrđuje reis-ul-ulema.
Islamska zajednica u Hrvatskoj je podijeljena na medžlise (Zagreb, Rijeka, Pula, Sisak, Split, Varaždin, Gunja, Dubrovnik, Karlovac, Labin, Osijek, Vinkovci, Poreč, Slavonski Brod, Umag, Zadar), koji su dalje podijeljeni na džemate. Džemati čine najmanje organizacione jedinice Islamske zajednice. U okviru Islamske zajednice u Hrvatskoj djeluju mektebi i to području medžlisa, te Islamska gimnazija dr. Ahmeda Smajlovića, koja se nalazi u Zagrebu.

## Logoi
- IZ u Hrvatskoj (1993. – 2015.)
- IZ u Hrvatskoj (2015.-)

## Vanjske poveznice
- Islamska zajednica u Hrvatskoj